# Agost
Agost ist eine südostspanische Gemeinde (municipio) mit 5.107 Einwohnern (Stand: 2024) in der Provinz Alicante der Valencianischen Gemeinschaft. 

## Lage
Agost liegt nahe der Costa Blanca im Südosten Spaniens. Die Ortsmitte von Agost liegt etwa 18 Kilometer nordwestlich von Alicante und rund 20 Kilometer nördlich von Elche. Im Norden grenzt die Gemeinde an Castalla, im Osten an Tibi und an Alicante, im Westen an Petrer und Monforte del Cid und im Süden ebenfalls an Alicante. Die Stadt liegt in der Metropolregion Alicante-Elche.

## Bevölkerungsentwicklung
| Jahr      | 1900  | 1910  | 1920  | 1930  | 1940  | 1950  | 1960  | 1970  | 1991  | 2001  | 2011  |
| Einwohner | 2.958 | 3.386 | 2.680 | 2.775 | 2.405 | 2.379 | 2.622 | 3.362 | 3.966 | 4.146 | 4.831 |

## Wirtschaft
Bis in die 1960er Jahre lebten die meisten Einwohner vom Töpferhandwerk und dem landwirtschaftlichen Bereich. Heute sind noch elf Töpfereien in der Gemeinde tätig.

## Sehenswürdigkeiten
- Dorfkirche Sant Pere Apòstol
- Kapelle Ermita de les Santes Justa i Rufina (erbaut 1821)
- Ruinen der alten Burgen Castell d'Agost und Castell de la Murta
- Keramik-Museum (Museu de Cantereria)